# Бразилски национални музеј
Бразилски национални музеј (порт. Museu Nacional) је стогодишња истраживачка и музејска инситуција, лоцирана у Рио де Жанеиру.
Музеј је основао краљ Жоао VI од Португала (1769–1826), 1818. године, под називом Краљевски Музеј, у жељи да стимулише научна истраживања у Бразилу, који је до тада сматран дивљом колонијом, практично неистраженом од стране науке. У почетку музеј је чувао ботаничке и животињске врсте, нарочито птице, по чему је зграда добила надимак „Кућа птица“.
Послије вјенчања првог бразилског цара, Педра I од Бразила (сина краља Жоаоа VI) са принцезом Леополдином од Аустрије, музеј је почео да привлачи многе велике Европске научнике 19. вијека, међу којима су били и: Maximilian zu Wied-Neuwied (1782–1867), Johann Baptist von Spix (1781–1826) и Carl Friedrich Philipp von Martius (1794–1868). Други европљани су долазили истраживати земљу, као што је био случај са Augustin Saint-Hilaire (1799–1853) и бароном фон Лангсдорфом (1774–1891), који су увелико допринијели колекцији, тадашњег, Краљевског Музеја.
Крајем 19. вијека, пратећи интересовања тадашњег цара Педра II од Бразила (1825–1891), национални музеј је почео да истражује антропологију, палеонтологију и археологију. Сам цар, научник-аматер, био је велики љубитељ свих грана науке, допринијевши са неколико колекција умјетнина из древног Египта и фосила. Будући да је музеј имао велику подршку владара, убрзо је постао најбитнији музеј у Јужној Америци.
Будући да је знао колико научници недостају Бразилу, Педро II је позивао стране научнике да раде у музеју. Први је дошао Ludwig Riedel (1761–1861), њемачки ботаничар који је учествовао у познатој експедицији барона фон Лангсдорфа у Мату Гросу од 1826. до 1828. године. Међу осталим научницима који су дошли у Бразил су и њемачки хемичар Theodor Peckolt и амерички геолог и палеонтолог Charles Frederick Hartt (1840-1878).
Сада је музеј већ имао своје име, па је њиме привлачио нови талас научника, овај пут оних који су жељели да стекну име истраживајући у Бразилу. Међу таквим научницима, који су стекли научно име у Бразилу су: Fritz Müller (1821–1897), Hermann von Ihering (1850–1930), Carl August Wilhelm Schwacke (1848–1894), Orville Adalbert Derby (1851–1915), Émil August Goeldi (1859–1917), Louis Couty (1854–1884) и остали.
Када је цар свргнут са пријестола, у војном пучу 1889. године, музеј је 1892. године, пресељен у празну царску резиденцију Пасо, гдје се и данас налази.
Од 1946. године музеј је дат на управљање Федералном Универзитету Рио де Жанеира. Истраживачи универзитета, њихове канцеларије и лабораторије заузимале су добар део старе зграде и другим зградама подигнутим у близини. Овде се налазила и највећа научна библиотека у Рију. Национални Музеј је нудио курсеве из области антропологије, социологије, ботанике, геологије, палентологије и зоологије.
У музеју се налазила највећа музејска поставка у обе Америке, у којој су се налазиле животиње, инсекти, минерали, оруђе и оружје домородаца, најстарија колкеција људских остатака, египатске мумије, јужноамерички археолошки атефакти, метеори, фосили и остали проналасци.
2. септембра 2018. године највећи део музејске збирке је страдао у пожару непознатог узрока, а неповратно је уништено више од 18,5 милиона артефаката.

## Адреса
Quinta da Boa Vista
Rio de Janeiro 20940-040, Brazil
телефон (21)254 4320, факс (21)568 8262 ext.232
електронска пошта: museu@acd.ufrj.br